# 加山デジタル団地駅
加山デジタル団地（マリオアウトレット）駅（カサンデジタルダンジえき）は、大韓民国ソウル特別市衿川区加山洞にある、韓国鉄道公社（KORAIL）とソウル交通公社の駅。

## 乗り入れ路線
韓国鉄道公社の京釜電鉄線（首都圏電鉄1号線）、ソウル交通公社の7号線が乗り入れ、相互間の接続駅となっている。
韓国鉄道公社の駅に乗り入れている路線は、線路名称上は京釜線であるが、当駅には電車線を走る京釜電鉄線電車のみが停車する。
首都圏電鉄には駅番号が導入されており、京釜電鉄線は「P142」、7号線は「746」の駅番号が付与されている。

## 歴史
- 1974年6月30日 - 駅舎竣工。
- 1974年8月15日 - 京釜電鉄線開業時に加里峰駅（가리봉역）として開業。
- 2000年2月29日 - 7号線の駅が開業。
- 2005年7月1日 - 加山デジタル団地駅に改称[1]。
- 2009年9月 - 7号線ホームの工事を開始。
- 2010年1月 - 7号線ホームの工事完了。

## 駅構造

### 韓国鉄道公社
ホーム階は1階である。相対式ホーム2面2線と、その中間に通過線2線の計2面4線を有する地上駅（橋上駅）である。フルスクリーンタイプのホームドアが設置されている。通過線は主にB急行や京釜線一般列車、KTXが通過する。
改札口に通じる階段はホーム北寄り（九老側）に2ヶ所、7号線との乗り換え通路に繋がる階段は南寄り（禿山側）に1ヶ所ある。
改札階は2階で、改札口は1箇所ある。出口は1番と7番の2ヶ所ある。

#### のりば

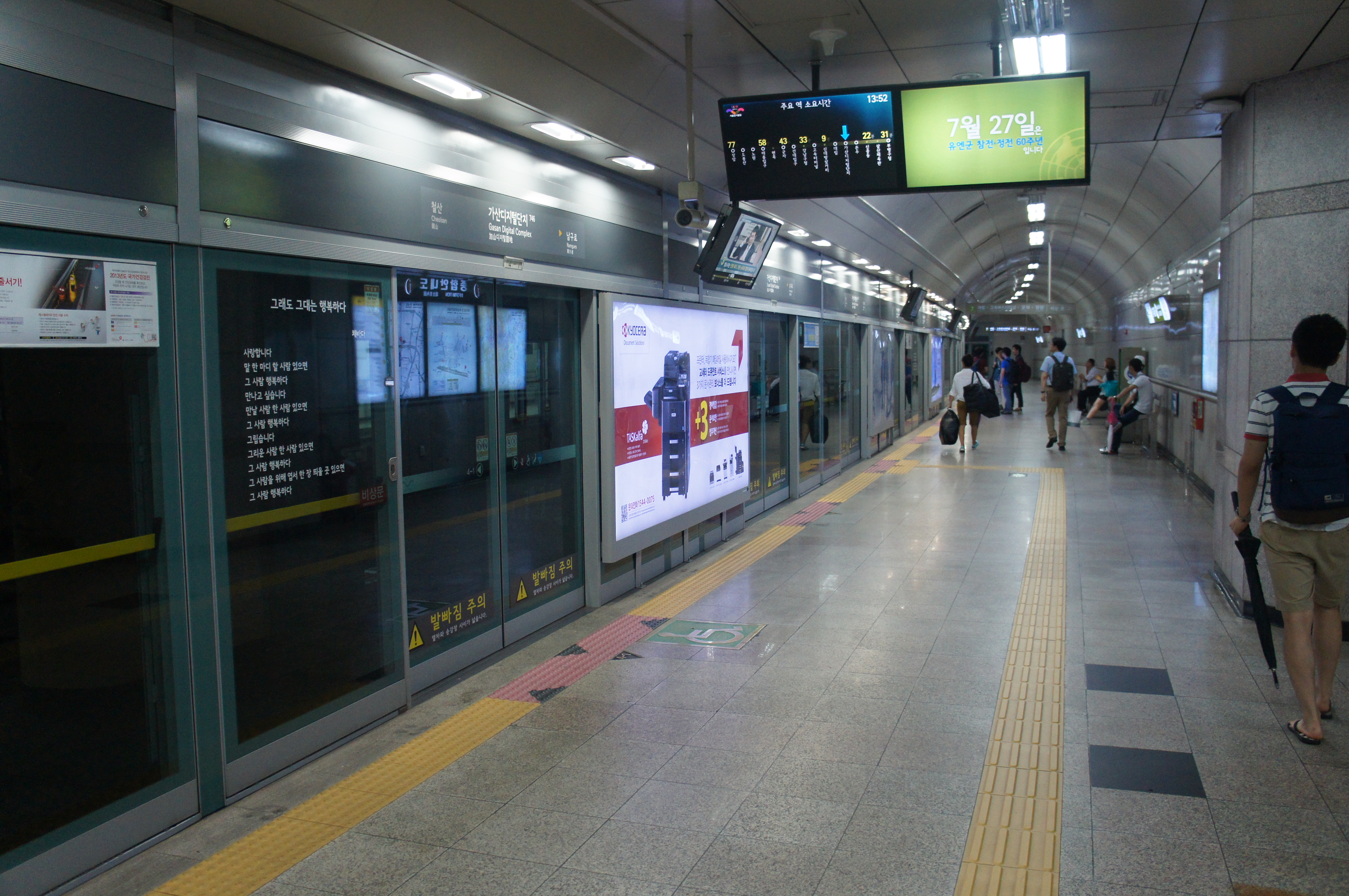
上りホーム（2013年撮影）

| 1      | 1号線（京釜電鉄線）         | 龍山・ソウル駅・清凉里・光云大方面 |
| 通過線 | 1号線（京釜電鉄線）・京釜線 | 上り列車の通過                     |
| 通過線 | 1号線（京釜電鉄線）・京釜線 | 下り列車の通過                     |
| 2      | 1号線（京釜電鉄線）         | 西東灘・天安・新昌・光明方面       |

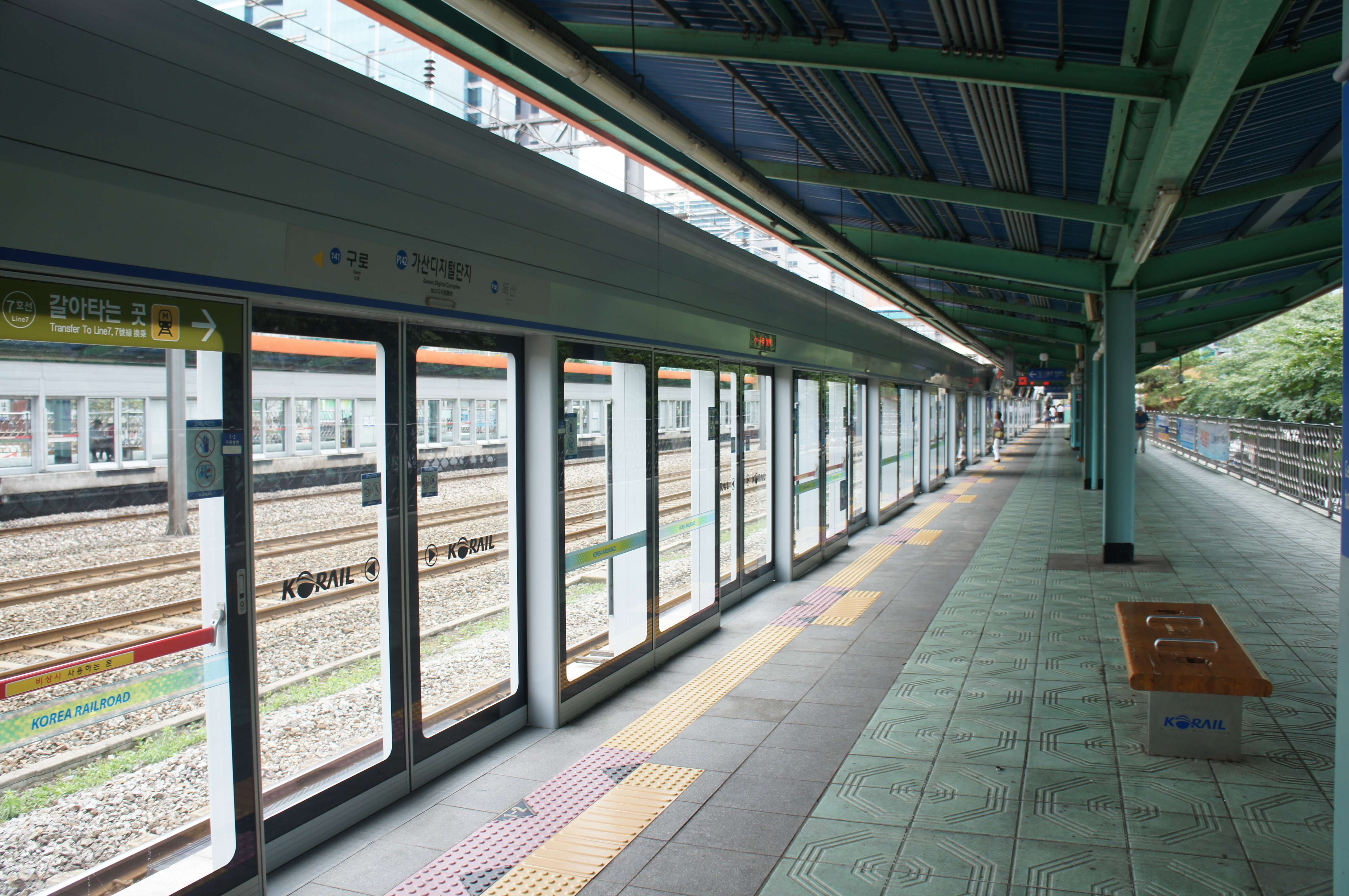
1番ホーム（2013年撮影）

### ソウル交通公社
ホーム階は地下4階である。相対式ホーム2面2線を有する地下駅で、フルスクリーンタイプのホームドアが設置されている。開業当初は岩盤を穿って建設したことを強調するために人工の岩石がむき出しているデザインとなっていた。しかし、この岩石が火災に対して脆弱である点が指摘されたため、2009年9月にホーム壁の交換工事に着手し、2010年1月に工事を完了した。
京釜電鉄線との乗り換え通路は7号線改札階とホーム階の中間（地下3階）にある。
改札階は地下1階で、改札口は1ヶ所ある。出口は2番から6番までの5ヶ所ある。

#### のりば
案内上ののりば番号は設定されていない。 
| 上り | 7号線 | 高速ターミナル・清潭・建大入口・長岩方面 |
| 下り | 7号線 | 鉄山・温水・富川市庁・富平区庁方面       |

- 上りホーム（2013年撮影）

## 利用状況
近年の一日平均乗車人員推移は下記の通り。
| 路線       | 路線     | 2000年 | 2001年 | 2002年 | 2003年 | 2004年 | 2005年 | 2006年 | 2007年 | 2008年 | 2009年 | 出典  |
| ---------- | -------- | ------ | ------ | ------ | ------ | ------ | ------ | ------ | ------ | ------ | ------ | ----- |
| 京釜電鉄線 | 乗車人員 | 10283  | 8944   | 9426   | 10974  | 10891  | 13295  | 16041  | 17897  | 19601  | 20763  | [ 4 ] |
| 7号線      | 乗車人員 | 4678   | 8072   | 10848  | 11886  | 13326  | 16567  | 20769  | 23187  | 25057  | 27166  | [ 5 ] |
| 路線       | 路線     | 2010年 | 2011年 | 2012年 | 2013年 | 2014年 | 2015年 | 出典   |        |        |        |       |
| 京釜電鉄線 | 乗車人員 | 24437  |        |        |        |        |        | [ 4 ]  |        |        |        |       |
| 7号線      | 乗車人員 | 30444  | 34151  | 35967  |        |        |        | [ 5 ]  |        |        |        |       |

## 駅周辺
かつて繊維関係の工場が多かったため、駅周辺は高級衣料品のアウトレット街になっている。
- 加山デジタル団地
- 加里峰市場
- 加山総合福祉館
- ソウル衿川警察署加山派出所
- 九老工団2団地
- 九老工団3団地
- 九老工団総合運動場
- 南部循環路（朝鮮語版）
- 大韓産業保全協会
- 西部幹線道路（朝鮮語版）
- ソウル永一初等学校
- 韓国産業デザイン振興院
- 韓国生活用品試験研究所
- 衿川ファッションタウン
- マリオアウトレット

## 隣の駅
韓国鉄道公社
京釜電鉄線
急行
九老駅 (141) - 加山デジタル団地駅 (P142) - (衿川区庁駅 (P144)平日ラッシュ時のみ) - 安養駅 (P147)
緩行
九老駅 (141) - 加山デジタル団地駅 (P142) - 禿山駅 (P143)　
ソウル交通公社
7号線
南九老駅 (745) - 加山デジタル団地駅 (746) - 鉄山駅 (747)　